# Tricyphona chilota
Tricyphona (Tricyphona) chilota là một loài ruồi trong họ Pediciidae. Chúng phân bố ở vùng Tân nhiệt đới.